# Unitalia
Unitalia és un partit polític regionalista d'extrema dreta italià present a Tirol del Sud, fundat el 1996 com a escissió a nivell local de l'Alleanza Nazionale i dirigit per Donato Seppi i que forma part de la coalició la Destra. Té la seu a Bozen, i es caracteritza per mostrar-se totalment contrari a l'autonomia del Tirol del Sud i defensar-ne la italianitat.
Fou fundat pels regidors locals de l'AN, i a les eleccions regionals de Trentino-Tirol del Sud de 1998 es presentà en coalició amb Fiamma Tricolore, obtenint un conseller, i regidors a Franzensfeste i Bozen. A les regionals de 2003 i regionals de 2008 va repetir el mateix resultats.
A les eleccions legislatives italianes de 2006 va donar suport a la Casa de les Llibertats, mentre que a les legislatives de 2008 va arribar a un acord amb La Destra de Francesco Storace, juntament amb Fiamma Tricolore i Trentino Libero.